# Vierumäki
Vierumäki je vesnice v provincii Päijät-Häme ve Finsku. Administrativně spadá pod obec a město Heinola. Má přibližně 1000 obyvatel.

## Okolí
Sousední vesnice jsou Vuolenkoski v obci Iitti, Myllyoja v obci Heinola, Mäkelä v obci Nastola a Urajärvi v obci Asikkala.

## Sport
Vesnice je známá svou krytou ledovou halou, kde se pořádají mezinárodní sportovní akce v ledním hokeji a curlingu.

### Curling
- Mistrovství Evropy v curlingu 2001
- Mistrovství světa smíšených dvojic v curlingu 2008
- Mistrovství světa seniorů v curlingu 2008

### Lední hokej
- Mistrovství světa v ledním hokeji žen 2008 - divize II
- Mistrovství světa v ledním hokeji žen do 18 let 2013